# Ladányi Jenő
Ladányi Jenő (Fajsz, 1931. június 8. – Budapest, 2004. december 7.) okleveles mérnök, kegyeleti szakember, a Budapesti Temetkezési Intézet igazgatója.

## Élete

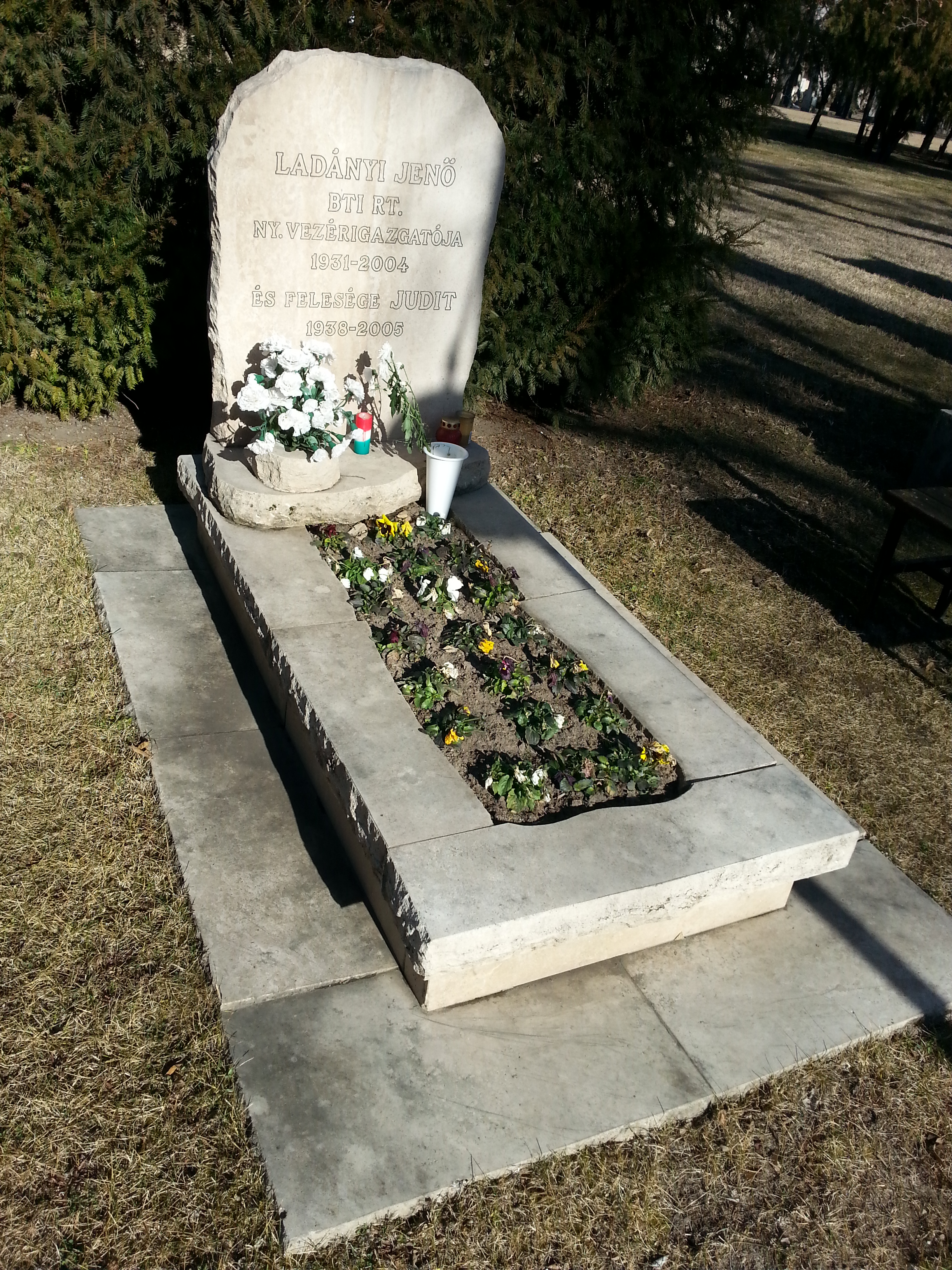
Ladányi Jenő sírja

Mérnöki végzettségét a Budapesti Műszaki Egyetemen szerezte. 1954-től 1962-ig osztályvezető, majd főosztályvezető minőségben dolgozott a Budapesti Mezőgazdasági Tervezőirodában. Később területvezető, idővel főmérnök volt a Földművelésügyi Minisztériumnál. Ezt követően építőipari kivitelezőként működött, majd a Fővárosi Kertészeti Vállalat főosztályvezetője volt.
1982-ben került a Budapesti Temetkezési Intézethez. Műszaki osztályvezető, főosztályvezető, végül vezérigazgató lett. Vezetése alatt színvonalas vállalattá vált az Intézet: többek között megújíttatta a gépparkot, a hamvasztási lehetőségek körét, támogatta az OKJ-s képzések bevezetését.
Egy ideig elnöke volt az Országos Temetkezési Egyesület és Ipartestületnek (OTEI) is. Közreműködött a Nemzeti Emlékhely és Kegyeleti Bizottság megalakításában, és elnökhelyettese is volt a szervezetnek. Fontosnak tartotta a nemzetközi kapcsolatok ápolását: 1991-től igazgatósági tagja, később elnökhelyettese volt az Európai Temetkezési Uniónak (EFFS), és tagja a Temetkezési Szakbizottságnak, és a párizsi EUROFUNERIAIRE kegyeleti  szakmai szervezetnek is. Munkásságát Göncz Árpád  köztársasági elnök Köztársasági Elnöki Aranyéremmel ismerte el. 1998-ban Réz Kata újságírónő kisebb riportot készített vele, ahol Ladányi bemutatta az Új köztemető halottasházának, illetve a krematóriumának napi működését.
Ladányi nevéhez fűződik Magyarország egyetlen kifejezetten temetkezéstörténettel foglalkozó, néprajzi jellegű múzeumának, a Kegyeleti Múzeum (ma: Nemzeti Emlékezet Múzeuma) létrehozása 1991-ben a Fiumei úti sírkert egyik irodaépületében.
2000-ben nyugdíjazták. Ezzel kapcsolatban interjút adott Franka Tibor újságírónak, ahol utalt rá: feltehetően Demszky Gábor budapesti főpolgármester és pénzügyi helyettese, Atkári János állhatott a háttérben.
Hosszú betegség után hunyt el 2004-ben, 73 éves korában. A Fiumei úti sírkertben nyugszik, sírhelye 2018 óta védett. Radnainé Fogarasi Katalin, a Nemzeti Örökség Intézetének igazgatója egy 2021-es beszélgetésben így emlékezett rá:
„Egy felkészült, remek szakember volt, s mellette csodás ember. Udvarias, de elvárta a fegyelmet is, mellette pedig megelőzte a korát. Mindig is azt hangoztatta ugyanis, hogy a Fiumei úti sírkertet állami garanciák mellett, nemzeti panteonként kellene kezelni. Sajnos már nem élhette meg, hogy mindez megvalósult öt évvel ezelőtt. Itt pihen a sírkertben, mikor megvalósult az elképzelése, kimentem hozzá és elmeséltem neki.”